# جوزيه أمير البرازيل
جوزيه البرتغالي (البرتغالية:José؛ 20 أغسطس 1761 - 11 سبتمبر 1788)؛ كان وريث لمملكة البرتغال من عام 1777 حتى وفاته في عام 1788، والابن الأكبر للملكة ماريا الأولى وبيدرو الثالث، أعضاء من أسرة براغانزا.

## الحياة قبل الوراثة العرش
ولد جوزيه في عهد جده/عمه جوزيه الأول وسمي تيمنا بهِ، وكان ووالديه لا يزالا أمير وأميرة البرازيل آنذاك، واعطي له ألقاب من أمير بيرا وكان أول أمير يحمل هذا اللقب من الذكور إذا كان هذا اللقب يعطى لبنت الكبرى للملك، ودوق بارسيلوس، وتزوج عن عمره يناهز الخامسة عشر من خالته/ابنة عمه انفانتا بينديتا في 21 فبراير 1777 وبعد ثلاثة أيام توفي جده وأصبحت والدته ملكة البرتغال وأصرت على تتويج والده الذي أصبح ملك بالمناصفة تحت مسمى بيدرو الثالث، ومنحت له ألقاب الوراثة من أمير البرازيل والرابع عشر دوقا ً لبراغانزا.

## الموت والتراث
توفي جوزيه من الجدري عن عمر يناهز 27 عاماً وأصبح شقيقه أصغر سناً انفانتي جواو أمير البرازيل والدوق الخامس عشر لبراغانزا، وإما ووالدته فزادت جنوناً وحيث أصبحت غير قادرة على تولى العرش رسمياً عام 1792 فعين الأمير حاكم البلاد نيابةً عن جلالة الملكة التي وافق عليه بعد تردد في عام 1799، وبعد سنتين بدأت الحروب النابليونية تطغو في ساحة أوروبية وأصبحت البرتغال مهددة للخطر الغزو وصلت المعارك إلى قمتها في 1807 وقرابة الوصول جيوش النابليونبة إلى البرتغال قرر الحاكم بعد تفكير الطويل هروب نحو البرازيل (انظر:نقل البلاط البرتغالي إلى البرازيل). وفي عام أواخر 1815 قام الوصي بتغيير لقب الأميري من أمير البرازيل إلى أمير الملكي للبرتغال والبرازيل والغرب ولكن بعد استقلال البرازيل عن البرتغال تم حذف عبارة البرازيل من اللقب، وأما زوجته انفانتا بينديتا أصبحت تعرف أرملة أميرة البرازيل حتى وفاتها عام 1829.